# Itumirim
Itumirim là một đô thị thuộc bang Minas Gerais, Brasil. Đô thị này có diện tích 234,553 km², dân số năm 2007 là 6439 người, mật độ 28,1 người/km².